# Synagoga Chewra Nosim w Lublinie

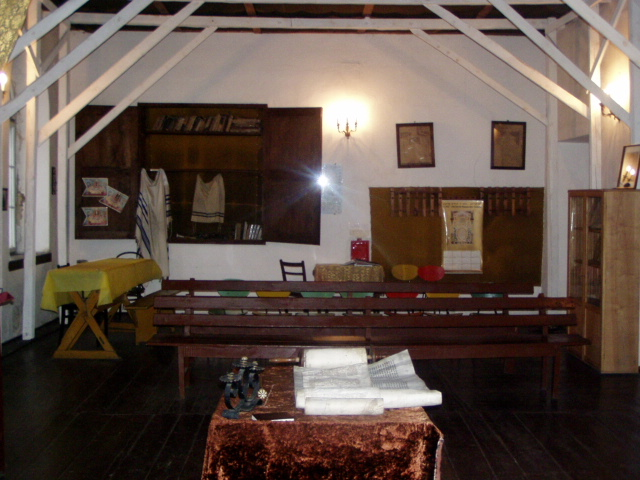
Wnętrze sali modlitewnej

Synagoga Chewra Nosim w Lublinie (z hebr. Bractwa Tragarzy Zwłok) – synagoga znajdująca się w Lublinie przy ulicy Lubartowskiej 10 (wejście przez bramę kamienicy nr 8). W latach 1945–2006 była główną synagogą lubelskich Żydów.

## Historia

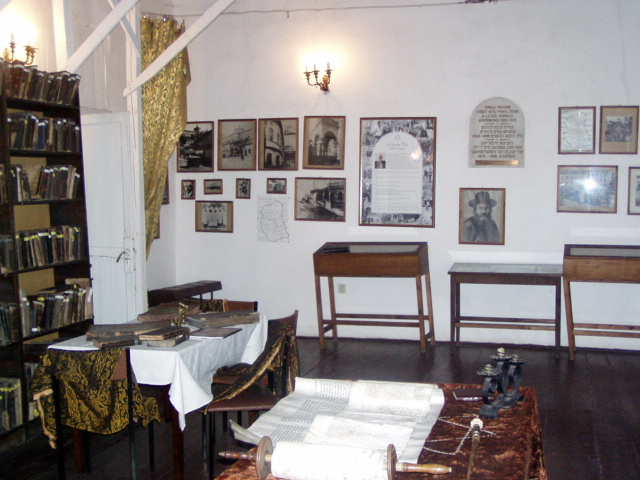
Wnętrze sali modlitewnej

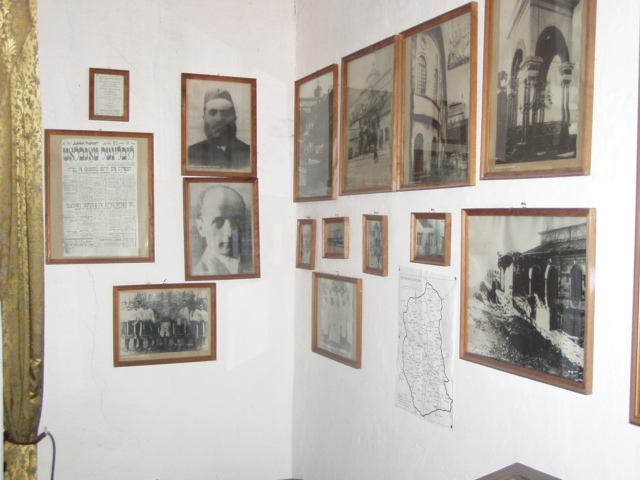
Ekspozycja na ścianie północnej sali głównej

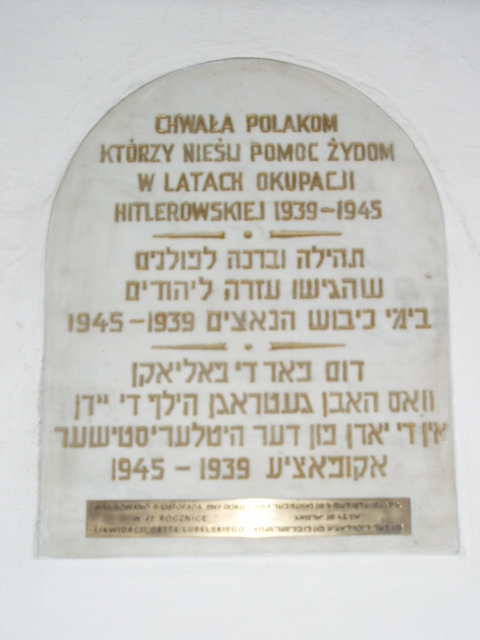
Tablica pamiątkowa, upamiętniająca Polaków, którzy ratowali Żydów podczas II wojny światowej

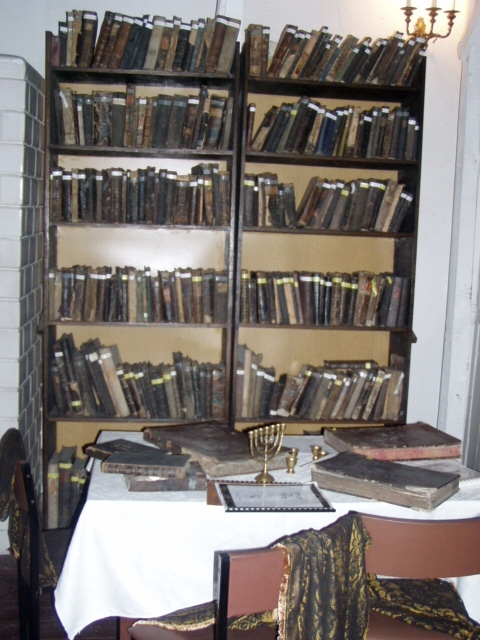
Zbiór starych książek w sali głównej

Nie jest znana dokładna data budowy synagogi. Istniała już na pewno w 1889 r., gdy kamienicę wraz z ulokowaną na piętrze bożnicą od Szlemy i Frajdy Goldsoblów i Berka Cygielmana odkupili Fajwel Gnadhauz, Izrael Wizeltir oraz Froim Zauerman. Zasadniczo miejsce to należało do Bractwa Pogrzebowego „Chewra Nosim”, które w świetle prawa rosyjskiego do 1906 r. było organizacją nielegalną.
W 1905 r. synagoga przeszła na mocy aktu notarialnego na własność Gminy Żydowskiej w Lublinie. Nie jest znany powód, dla którego zdecydowano się na przekazanie bożnicy, ale najprawdopodobniej wiązało się to z przejęciem przez gminę kontroli nad Bractwem Pogrzebowym. W testamencie zaznaczono, że dom modlitwy:
nie może być nigdy zamieniony na inny cel, nawet dla religijnych czy dobroczynnych celów, a także w modlitwach i naukach nie może być wprowadzona żadna reforma, ale wszystko powinno być wypełnione zgodnie z tradycją ortodoksów.
Bożnicę w imieniu gminy żydowskiej przejmowali: lekarz Marek Arnsztajn, adwokat Bolesław Warman, dyrektor banku Jakub Kipman i Henoch Rechtszaft, którzy reprezentowali środowisko postępowych i zasymilowanych Żydów, a w Lublinie nigdy nie posiadali własnej synagogi. Być może właściciele modlitewni obawiali się, że asymilatorzy zechcą zamienić to miejsce w synagogę reformowaną. W testamencie zaznaczono również, że komitet synagogalny ma być wybierany tylko spośród uczęszczających tutaj wiernych i gmina w ten wybór nie może ingerować. W 1914 przeprowadzono gruntowny remont synagogi.
W synagodze przed wojną miały miejsce wykłady talmudyczne, tzw. Sziur be Cibur, prowadzone wieczorami przez dwóch talmudystów: Mosze Ajzenberga i Dawida Muszkatblita.
Podczas II wojny światowej hitlerowcy doszczętnie zdewastowali wnętrze bożnicy, które przez pewien czas było użytkowane jako magazyn oraz warsztat. Budynek synagogi przetrwał tylko dlatego, że znalazł się po aryjskiej stronie miasta. Po zakończeniu wojny bożnica została gruntownie wyremontowana i ponownie dostosowana do potrzeb kultu religijnego. W 1984 ze względu na brak minjanu w bożnicy zawieszono odprawianie nabożeństw szabatowych oraz świątecznych.
W 1987 r., w 45. rocznicę likwidacji getta lubelskiego, synagoga przeszła remont i obecnie okazjonalnie odbywają się tutaj uroczystości religijne. Wnętrze zostało podzielone na trzy pomieszczenia, gdzie w większym, obejmującym główną salę modlitewną, z inicjatywy Symchy Wajsa urządzono Izbę Pamięci Żydów Lublina, w której prezentowane są sprzęty liturgiczne, zdjęcia, dokumenty, kilka zwojów Tory, stare księgi oraz inne ciekawe eksponaty. W tym samym roku w synagodze odbyła się jak dotąd ostatnia w Lublinie bar micwa Jakuba Muszkatblita, prawnuka talmudysty Dawida Muszkatblita.
27 maja 1995 nieznani sprawcy włamali się do synagogi rabując cenne eksponaty oraz sprzęt liturgiczny. Ocalał jedynie jad, odnaleziony następnego dnia po włamaniu na śmietniku. Złodzieje jednak nie zrabowali cennego księgozbioru. Do dziś udało się odtworzyć tylko część bogatej kolekcji.
W 2006 r. synagoga utraciła swoją pozycję głównej synagogi lubelskiej gminy żydowskiej, ze względu na ponowne otwarcie tymczasowej synagogi, a następnie 11 lutego 2007 synagogi w Jeszywas Chachmej Lublin. Mimo tego pozostaje nadal czynną synagogą. Jest również siedzibą oddziału lubelskiego Towarzystwa Społeczno-Kulturalnego Żydów w Polsce oraz stanowi miejsce spotkań członków Towarzystwa Opieki nad Zabytkami Kultury Żydowskiej.

## Architektura
Murowany budynek synagogi w stylu klasycystycznym, wzniesiono na planie prostokąta. W przedniej części znajdują się dwie, zaś w tylnej trzy kondygnacje. Jej charakterystycznym elementem są cztery wielkie półokrągło zakończone okna, rozdzielone pilastrami, skierowane w stronę głównej ulicy. Cały budynek zwieńczony jest gzymsem koronującym i przykryty dachem dwuspadowym. Główna sala modlitewna, z płaskim drewnianym stropem znajduje się na piętrze. Na parterze znajdują się sklepy, które pierwotnie przeznaczone były na utrzymanie modlitewni. Wejście do synagogi znajduje w bramie kamienicy numer 8.
Wewnątrz, na ścianie wschodniej, między dwoma oknami znajduje się półokrągła wnęka po aron ha-kodesz. Po jej lewej stronie stoi pulpit kantora, nakryty aksamitną płachtą z wyhaftowaną pośrodku gwiazdą Dawida. Na pulpicie stoi elektryczna menora. Na środku sali znajduje się bima, również nakryta aksamitną płachtą z wyhaftowaną na środku gwiazdą Dawida, na której wyeksponowano zabytkowy zwój Tory oraz drewniany jad.
Na ścianie północnej znajduje się galeria zdjęć przedstawiających życie Żydów w Lublinie w okresie międzywojennym oraz podczas II wojny światowej. Podczas nabożeństw ściana ta zasłaniana jest specjalną kotarą, ze względu na to, że zdjęcia przedstawiają również sylwetki ludzkie, co jest zakazane przez judaizm. Na środku tej ściany znajduje się tablica pamiątkowa w języku polskim, hebrajskim i jidysz upamiętniająca Polaków, którzy pomagali Żydom podczas II wojny światowej:
Chwała Polakom, którzy nieśli pomoc Żydom w latach okupacji hitlerowskiej 1939–1945.
Przy ścianie południowej stoją stoły i ławy oraz w specjalnej szafie znajdują się liczne eksponaty związane z życiem religijnym Żydów, m.in. talit gadol, talit katan, stare modlitewniki, tefiliny, świeca hawdalowa i purimowa kołatka.
W bożnicy przez wiele lat po wojnie przechowywano oryginalny, bogato haftowany parochet prawdopodobnie pochodzący z synagogi w Jeszywas Chachmej Lublin. Po otwarciu małej synagogi w jesziwie parochet został do niej przeniesiony.

## Księgozbiór
W szafach przy ścianie zachodniej zgromadzono bardzo duży księgozbiór, w którym znajdują się książki zarówno w języku hebrajskim (literatura religijna), jak i w języku jidysz. Wiele tych ksiąg pierwotnie należało do bibliotek synagogalnych, domów modlitwy czy osób prywatnych. Część książek została wydana w okresie powojennym.
Do najcenniejszych należało sześć książek z biblioteki Jeszywas Chachmej Lublin, które zostały osobno wyeksponowane. W ich wnętrzach znajdują się wyblakłe, hebrajskojęzyczne pieczęcie biblioteczne z adresem jesziwy. W 2007 zostały z powrotem przeniesione do gmachu Jeszywas Chachmej Lublin. Były to m.in.:
- Miszna – wydana w Czerniowcach w 1854.
- Chumasz, tom III – wydany w Warszawie w 1873.
- Sochar Habris – wydany w Użhorodzie.

## Galeria

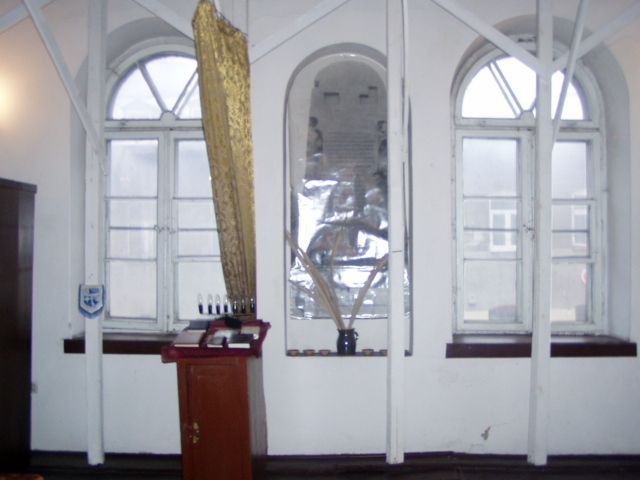
Widok na ścianę wschodnią
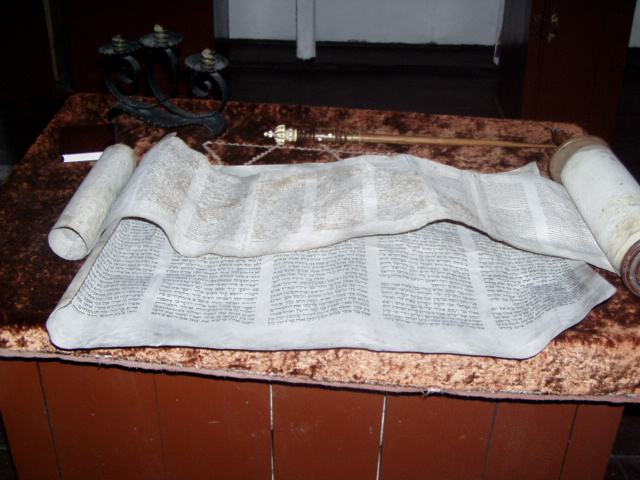
Zwój Tory oraz drewniany jad na bimie
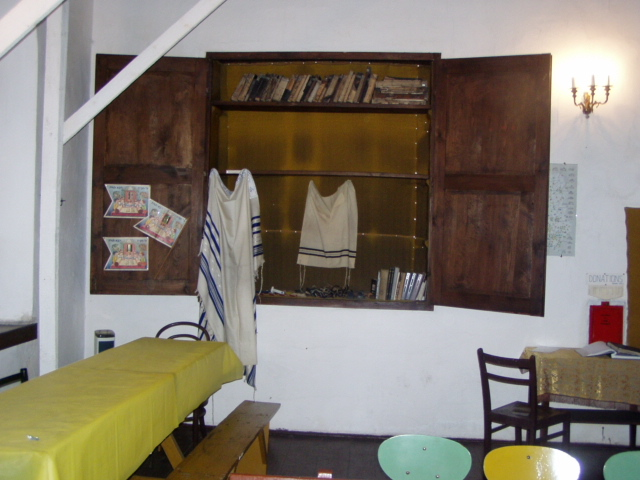
Ekspozycja judaiców w sali głównej
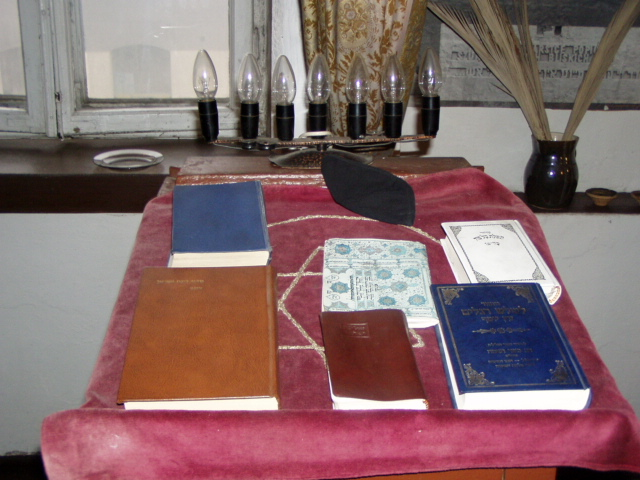
Pulpit kantora z menorą i sidurami
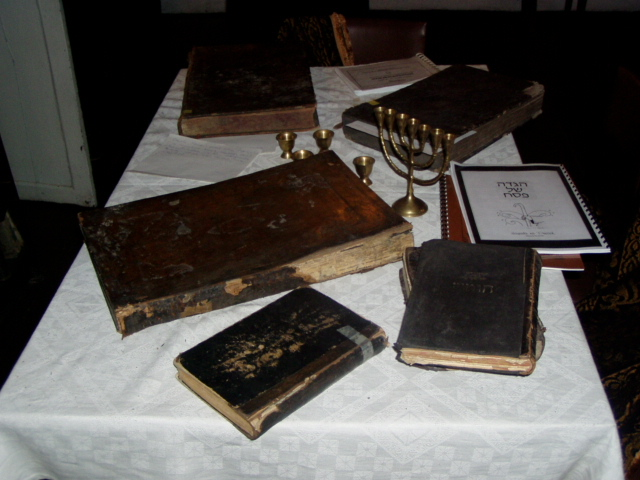
Stare książki w sali głównej